# Daniel Benzali
Daniel Benzali (Rio de Janeiro, 1950. január 20. –) amerikai-brazil színész, színházi színész és televíziós színész. Családjával 1953-ban költözött az Egyesült Államokba, ahol számos hollywoodi sikerfilmben szerepelt, mint a Halálvágta vagy a Gyilkosság a Fehér Házban címűekben.

## További információ
- Daniel Benzali a PORT.hu-n (magyarul)
- Daniel Benzali az Internetes Szinkronadatbázisban (magyarul)
- Daniel Benzali az Internet Movie Database-ben (angolul)
- Daniel Benzali a Rotten Tomatoeson (angolul)